# Kurenai
"Kurenai" (紅) é uma canção da banda de heavy metal japonesa X Japan. É uma das canções mais antigas e mais importantes do X, que eles vêm performando em quase todos os shows desde 1985. Foi lançada em várias versões, incluídas nos álbuns Blue Blood e Vanishing Vision. A mais significante delas é a versão single lançada em 1 de setembro de 1989 como single de estreia em uma grande gravadora, na Sony Japan.

## Visão geral
"Kurenai" é uma das canções tema do X Japan. É tocada em quase todos os shows. O lado B é uma gravação ao vivo da música "20th Century Boy", originalmente da banda de rock britânica T. Rex.
Foi lançada pela primeira vez nas fitas demo ao vivo de X em junho de 1985, intituladas "Live" e "Endless Dream".
A letra da versão presente em Vanishing Vision é inteiramente em inglês. Já a versão de Blue Blood, é cantada em japonês, apenas com exceção da abertura. Yoshiki afirmou que essa alteração foi feita a pedido dos fãs norte-americanos.
Embora pareça ser uma canção de amor, o baterista afirmou que "Kurenai" é na verdade sobre "a luta do coração". Hide revelou que era sua música favorita do X antes de se juntar à banda ficou desapontado porque eles não quiseram a performar quando ele entrou, então ele teve que reclamar para que tocassem. Yoshiki comentou que provavelmente era porque o arranjo da música na época era muito simples. Tanto Toshi quanto Taiji sentiram que a faixa tem um toque muito japonês, com Taiji enfatizando que cada membro ajudou a organizar a versão que aparece em seu álbum de estreia.
Foi anunciado que nova versão em inglês de "Kurenai" seria gravada para o novo álbum de estúdio ainda não lançado do X Japan, antes de ser decidido criar um material inteiramente novo.
Um dos videoclipes de "Kurenai" foi dirigido por Nathan Fox e principalmente filmado enquanto a banda se apresentava ao vivo no topo do Kodak Theatre em Hollywood, Califórnia, em janeiro de 2010.

## Desempenho comercial
O single alcançou a quinta posição nas paradas da Oricon Singles Chart, permanecendo por 39 semanas. Em 1989, foi o 74º single mais vendido do ano com 133,090 cópias. No ano seguinte, 1990, com 176.450 cópias foi o 67º single mais vendido, sendo certificado disco de ouro pela Recording Industry Association of Japan (RIAJ).

## Legado
Em 21 de novembro de 1993, a SME Records lançou X² (ダブルエックス, Daburu Ekkusu, lit. "Double-X"), um curta-metragem baseado na série de mangá X da Clamp, ambientado com a música do X Japan. Ele apresenta uma apresentação de slides da arte do mangá com um medley das canções da banda "Silent Jealousy", "Kurenai" e "Endless Rain", e um videoclipe para a música "X" dirigido por Shigeyuki Hayashi.
"Kurenai" é uma trilha tocável na série de jogos eletrônicos musicais Taiko no Tatsujin, em todas as versões de arcade desde Taiko no Tatsujin 8, bem como Taiko no Tatsujin Wii: Do Don to 2 Daime, Taiko no Tatsujin: Portátil DX e Taiko no Tatsujin Plus.
O programa de TV japonês Music Station nomeou "Kurenai" como a música "Mais Intensa" do período Heisei, e a quarta melhor "High Key Song" do período.
Sena, principal compositor da banda Jiluka, disse que não tinha interesse em rock até um amigo o mostrar "Kurenai". Ele então se tornou guitarrista inspirado por hide e Pata.
Versões cover
"Kurenai" ganhou um cover da banda brasileira de power metal Shaman na edição japonesa de seu álbum de 2010 Origins. Também foi tocada pelo Matenrou Opera na compilação Crush! -90's V-Rock Best Hit Cover Songs-, que foi lançado em 26 de janeiro de 2011 e apresenta bandas de visual kei atuais fazendo covers de músicas de bandas que foram importantes para o movimento visual kei dos anos 90. A banda feminina de heavy metal Show-Ya lançou uma versão da música para seu álbum de covers de 2014 Glamorous Show ~ Japanese Legendary Rock Covers, e gravou um videoclipe para acompanhá-la. A dubladora japonesa Satsumi Matsuda lançou uma versão da música para o álbum de 2014 THE IDOLM @ STER CINDERELLA MASTER Passion jewelries! 002. Em 2018, a banda visual kei Zombie fez um cover da canção, acompanhado de um videoclipe, e lançou como single. A banda de metal Esprit D'Air também lançou uma versão cover da música como single em 2021. Em 2023 o girl group Little Glee Monster fez um cover em coral de "Kurenai" e ele foi usado como música tema do filme em live-action do mangá Karaoke Iko!.

## Faixas
| Versão single |                              |                |         |  |
| N.º           | Título                       | Compositor(es) | Duração |  |
| 1.            | "Kurenai" (紅)               | Yoshiki        | 6:52    |  |
| 2.            | "20th Century Boy (ao vivo)" | Marc Bolan     | 2:55    |  |

## Ficha técnica
X
- Yoshiki - bateria, piano, composição
- Toshi - vocais
- hide - guitarra
- Pata - guitarra
- Taiji - baixo